# Liste der Monuments historiques in Mérignac
Die Liste der Monuments historiques in Mérignac führt die Monuments historiques in der französischen Gemeinde Mérignac auf.

## Liste der Bauwerke
| Bezeichnung                              | Beschreibung | Standort | Kennzeichnung | Schutzstatus | Datum | Bild           |
| ---------------------------------------- | ------------ | -------- | ------------- | ------------ | ----- | -------------- |
| Chartreuse Fontcastel                    |              | (Lage)   | PA00083627    | Inscrit      | 1977  | weitere Bilder |
| Schloss Bourran mit Park                 |              | (Lage)   | PA00083909    | Inscrit      | 1992  | weitere Bilder |
| Domaine du Bourdieu oder Maison Laffitte |              | (Lage)   | PA33000129    | Inscrit      | 2009  |                |
| Kirche St-Vincent                        |              | (Lage)   | PA00083629    | Inscrit      | 1987  | weitere Bilder |
| Maison carrée d’Arlac                    |              | (Lage)   | PA00083628    | Classé       | 1983  | weitere Bilder |
| Mühle Noès                               |              | (Lage)   | PA00083630    | Inscrit      | 1984  |                |
| Tour de Veyrines                         |              | (Lage)   | PA00083631    | Classé       | 1875  | weitere Bilder |